# Cosne-Cours-sur-Loire
Cosne-Cours-sur-Loire, sovint conegut simplement com a Cosne-sur-Loire, és un municipi francès, situat al departament del Nièvre i a la regió de Borgonya-Franc Comtat. El 2019 tenia 9.589 habitants.